# Шелепиха (станция метро)
«Шелепи́ха» — временно закрытая станция Московского метрополитена,  располагавшаяся на вилочном ответвлении Большой кольцевой линии со станцией «Деловой центр» (также временно закрытой), после открытия обе будут находиться на Рублёво-Архангельской линии с путевым развитием в виде служебной соединительной ветви на Большую кольцевую. Связана пересадкой с одноимённой станцией на Московском центральном кольце. Расположена в Пресненском районе (ЦАО); получила название по одноимённой исторической местности из-за нахождения под Шелепихинским шоссе. Открыта 26 февраля 2018 года в составе участка «Раменки» / «Деловой центр» — «Петровский парк». Колонная трёхпролётная станция мелкого заложения с одной островной платформой.

## История
Решение о присвоении названия «Шелепиха» проектируемой станции метро на Шелепихинском шоссе было принято Постановлением Правительства Москвы № 564-ПП от 24 июня 2008 года. 12 февраля 2011 года было объявлено, что в связи с расположением станции в промзоне её строительство временно отменено, однако летом 2012 года стало известно, что станция «Шелепиха» всё же будет построена в составе первой очереди Большой кольцевой линии.

### Строительство

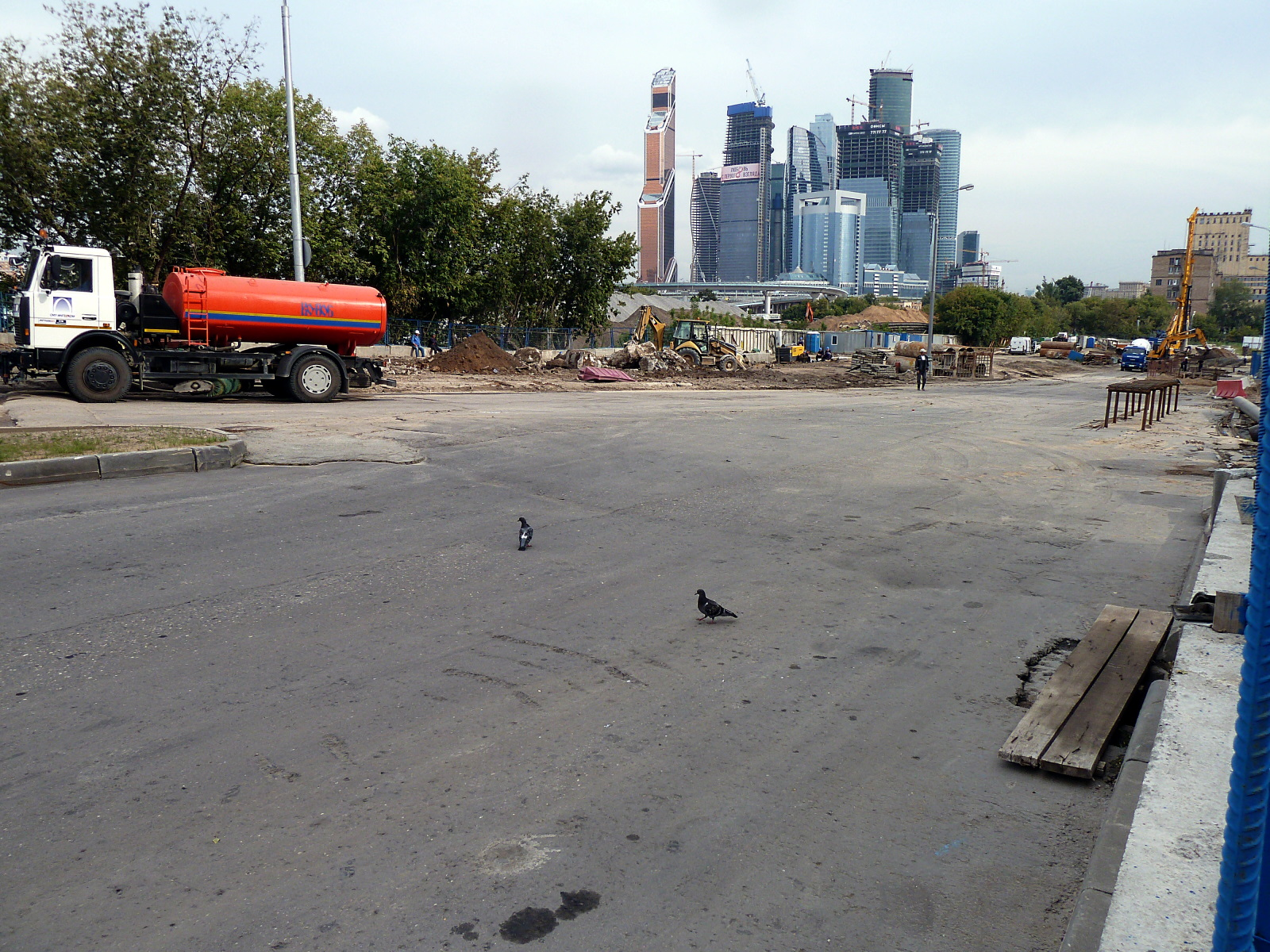
Лето 2013. Шелепихинское шоссе. Подготовка к строительству

Генеральный проектировщик и генеральный подрядчик по строительству станции — Мосинжпроект.
- 13 февраля 2013 года. Перекрыт проезд по Шелепихинскому шоссе к Шмитовскому проезду до конца 2015 года.
- 12 мая 2014 года. Начата прокладка тоннеля от станции «Хорошёвская» к «Шелепихе»[8]. Закончена 25 сентября 2015 года[9].
- 4 марта 2016 года. Завершена проходка тоннеля от «Шелепихи» до камеры съездов на соединительную линию[10].
- 13 июля 2017 года. На станции готова система освещения[11].
- 7 августа 2017 года. На станции завершены отделочные работы, завершается прокладка электросетей. Готовность станции оценивается на 95 %[12].
- 8 сентября 2017 года. Первый поезд совершил обкатку путей на участке между станциями «Деловой центр» — «Петровский парк»[13].

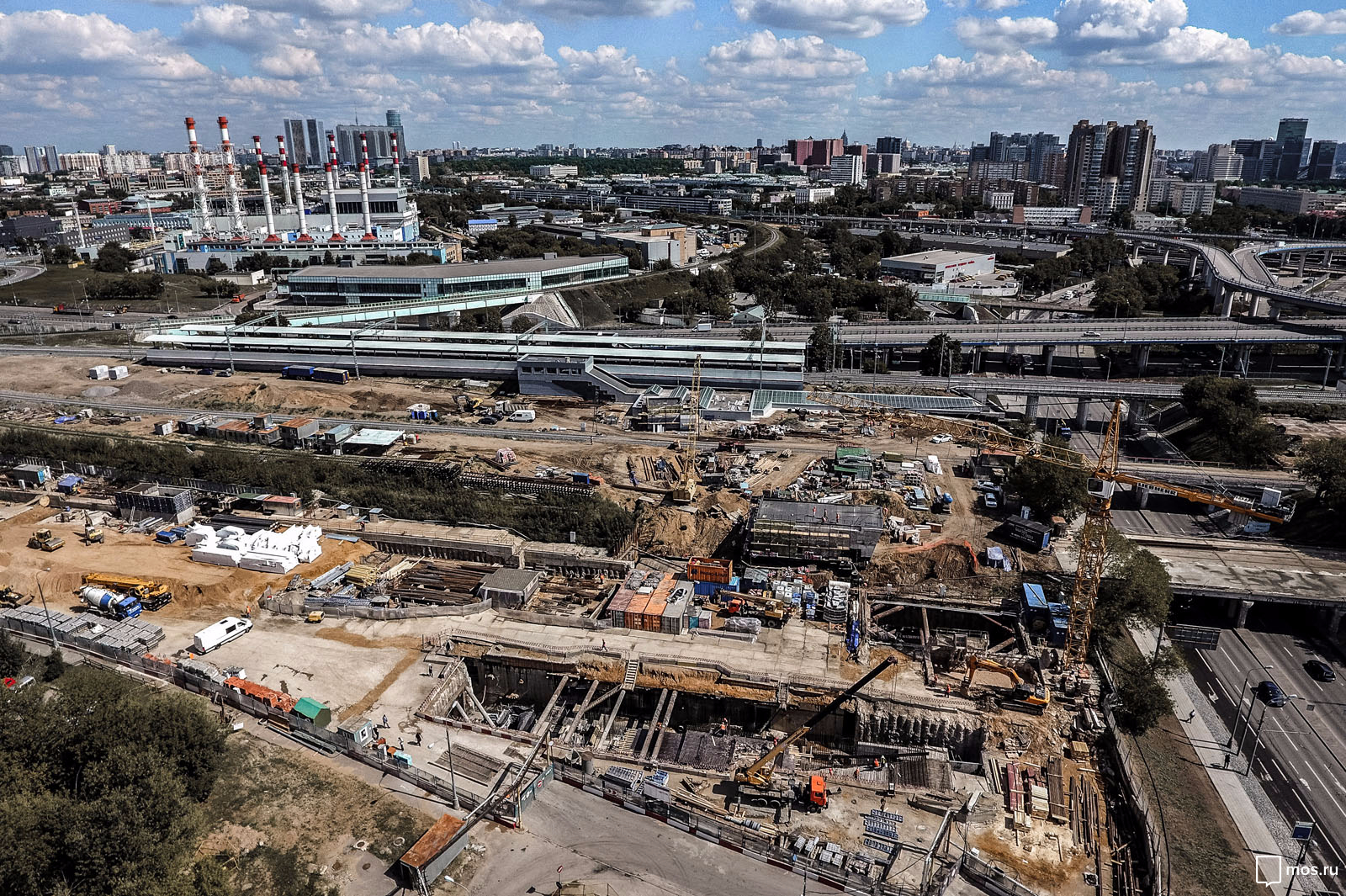
Строительство станции.  Август 2016 года
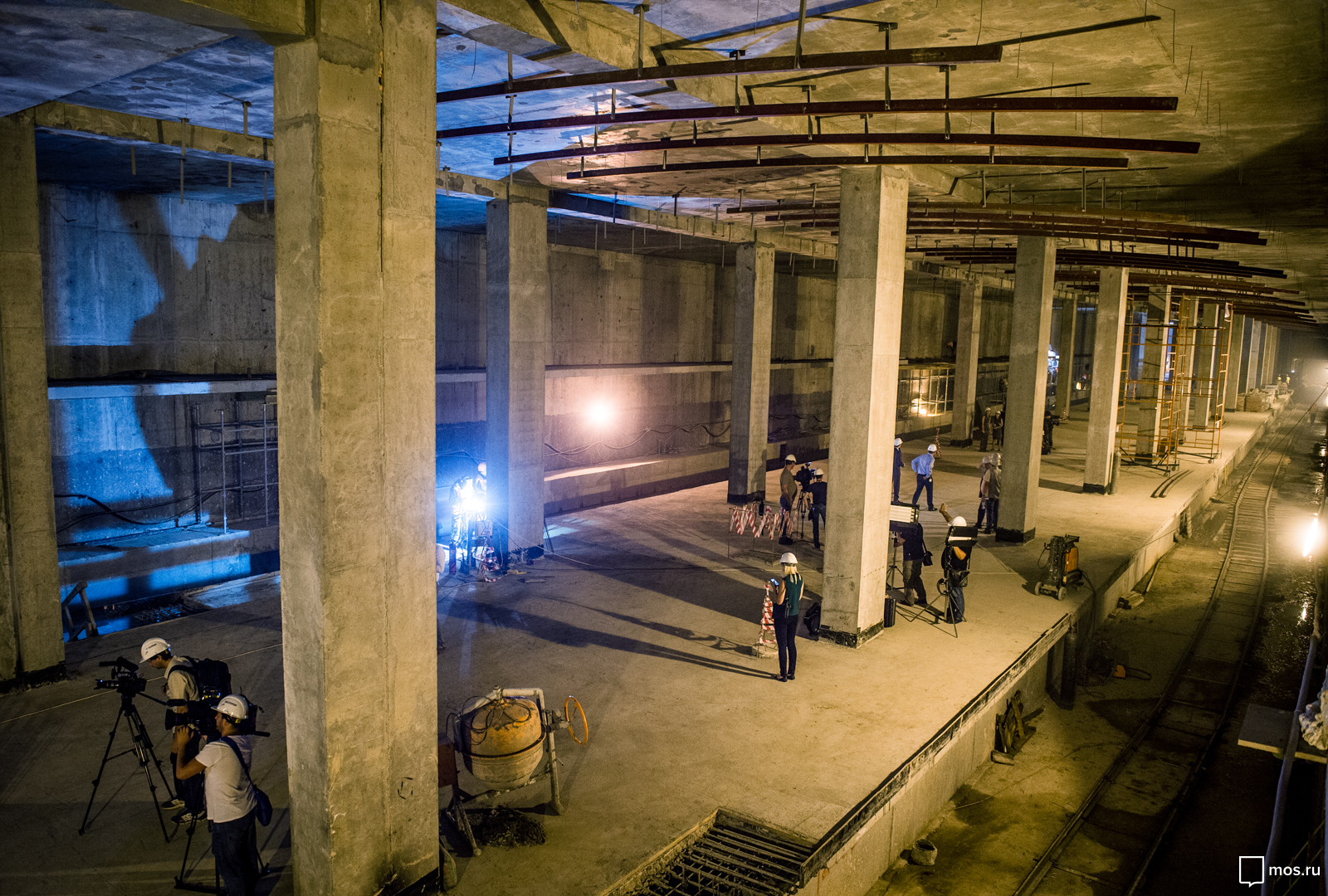
Отделочные работы на станции.  Август 2016 года

### Открытие
Станция открылась 26 февраля 2018 года в составе участка «Деловой центр» — «Петровский парк», после ввода в эксплуатацию которого в Московском метрополитене стало 212 станций. С момента открытия станция являлась частью двух маршрутов: Солнцевской и Большой кольцевой линии, причём развилка, после которой поезда отправлялись, в зависимости от маршрута, или в сторону «Парка Победы», или на «Деловой центр» проходила именно на «Шелепихе». После возобновления работы станции метро «Деловой центр» 12 декабря 2020 года, движение поездов Солнцевской линии по участку «Парк Победы» — «Савёловская» прекратилось.
C 12 по 21 декабря 2020 года станция временно закрыта для подключения двух станций БКЛ «Народное Ополчение» и «Мнёвники». С 22 декабря движение в стороны «Делового центра» и «Хорошёвской» возобновилось, но в сторону «Хорошёвской» стало реже, так как она стала использоваться для оборота поездов, едущих со стороны «Савёловской».

## Архитектура и оформление
Колонная трёхпролётная станция мелкого заложения. Расстояние между путями 18 м, длина посадочных платформ — 163 м, шаг колонн — 9 м, колонны 600×1000 мм, ширина платформы 12 м. Доминирующими цветами в отделке станции являются белый, жёлтый и чёрный. Шестиметровые белые колонны неправильной формы создают иллюзию высоких потолков, сами потолки отделаны чёрными и жёлтыми пластинами. Платформа покрыта гранитом, стены — мрамором.

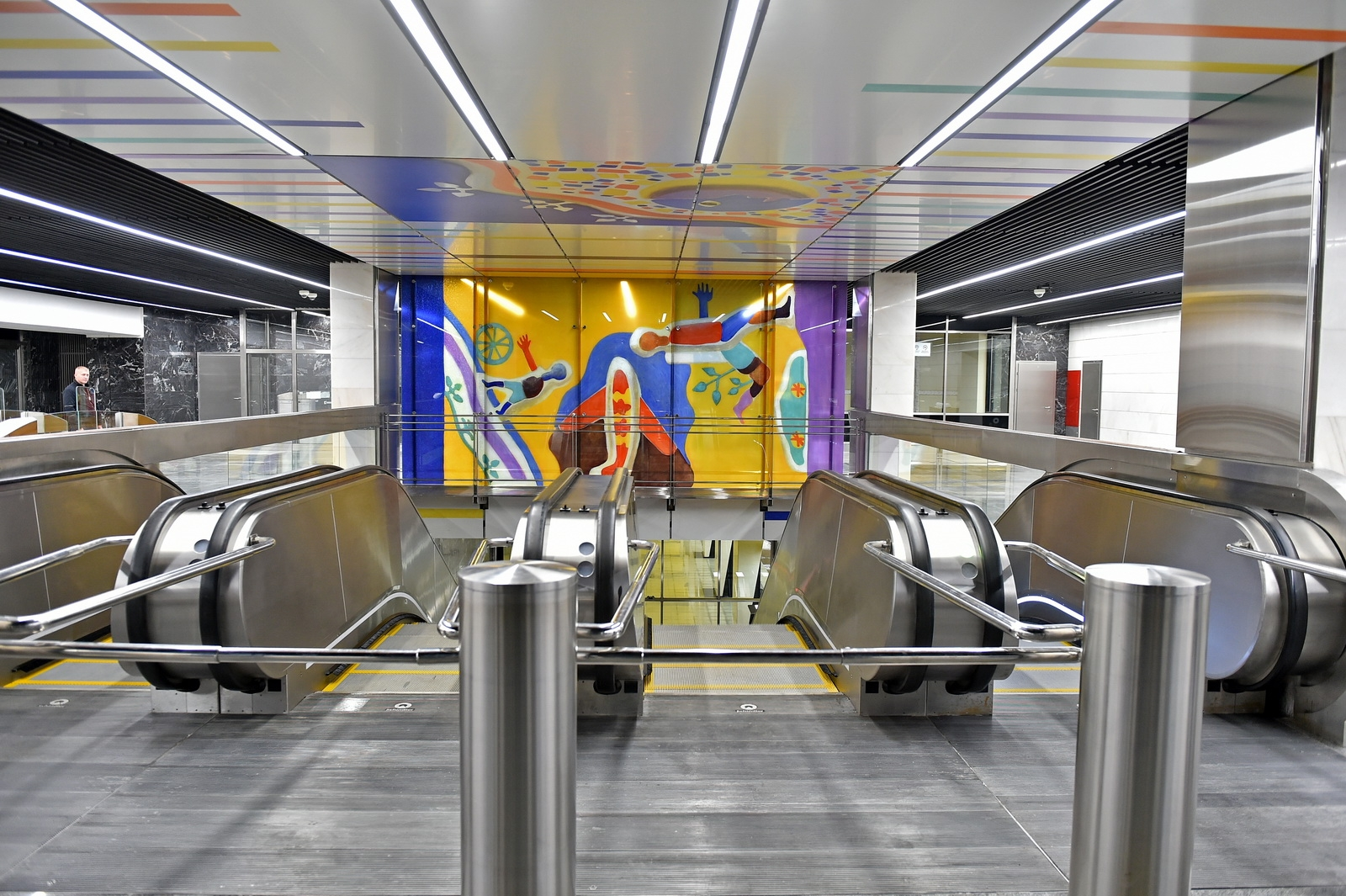
Вестибюль и эскалаторы
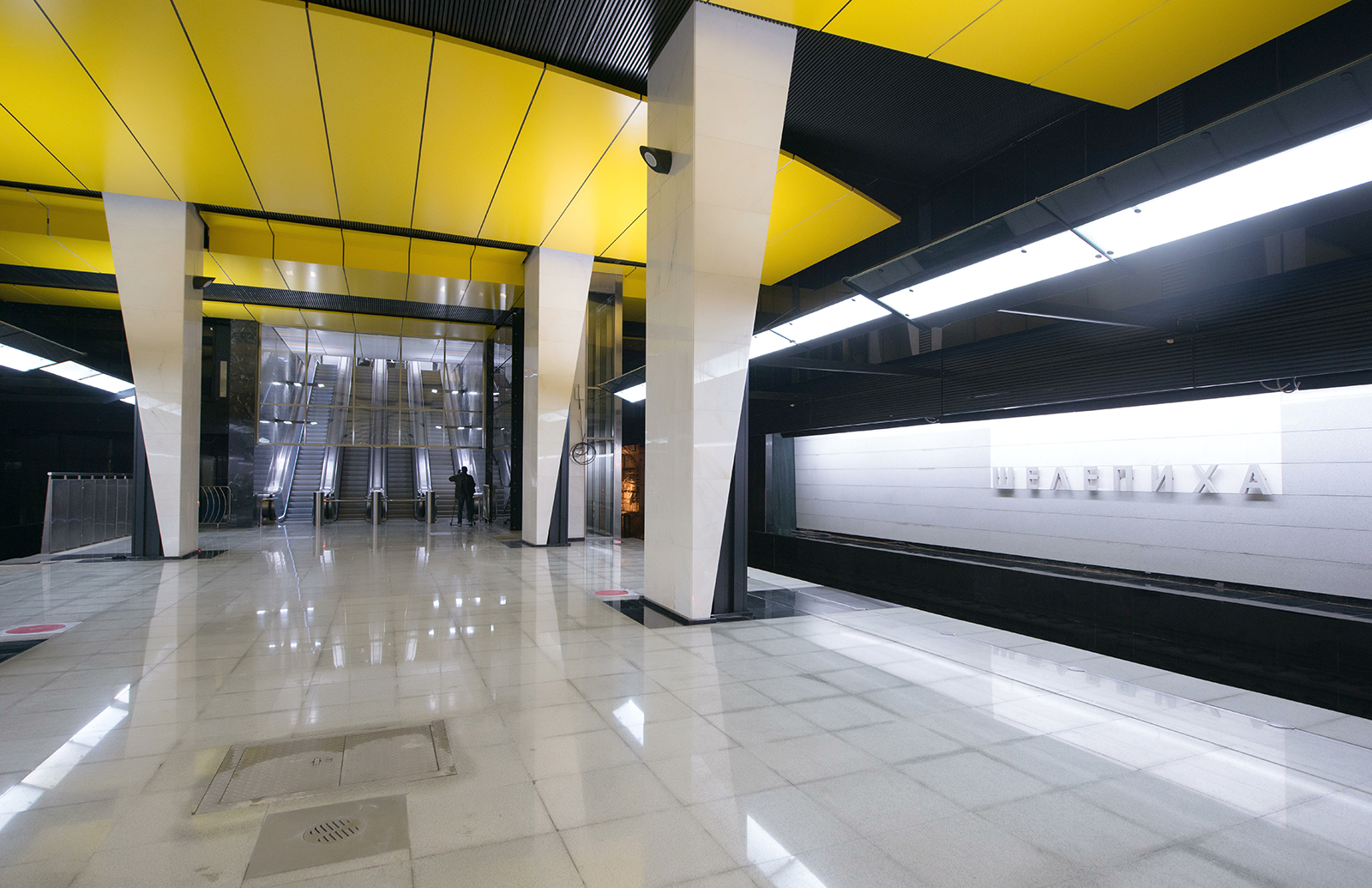
Платформа и зал
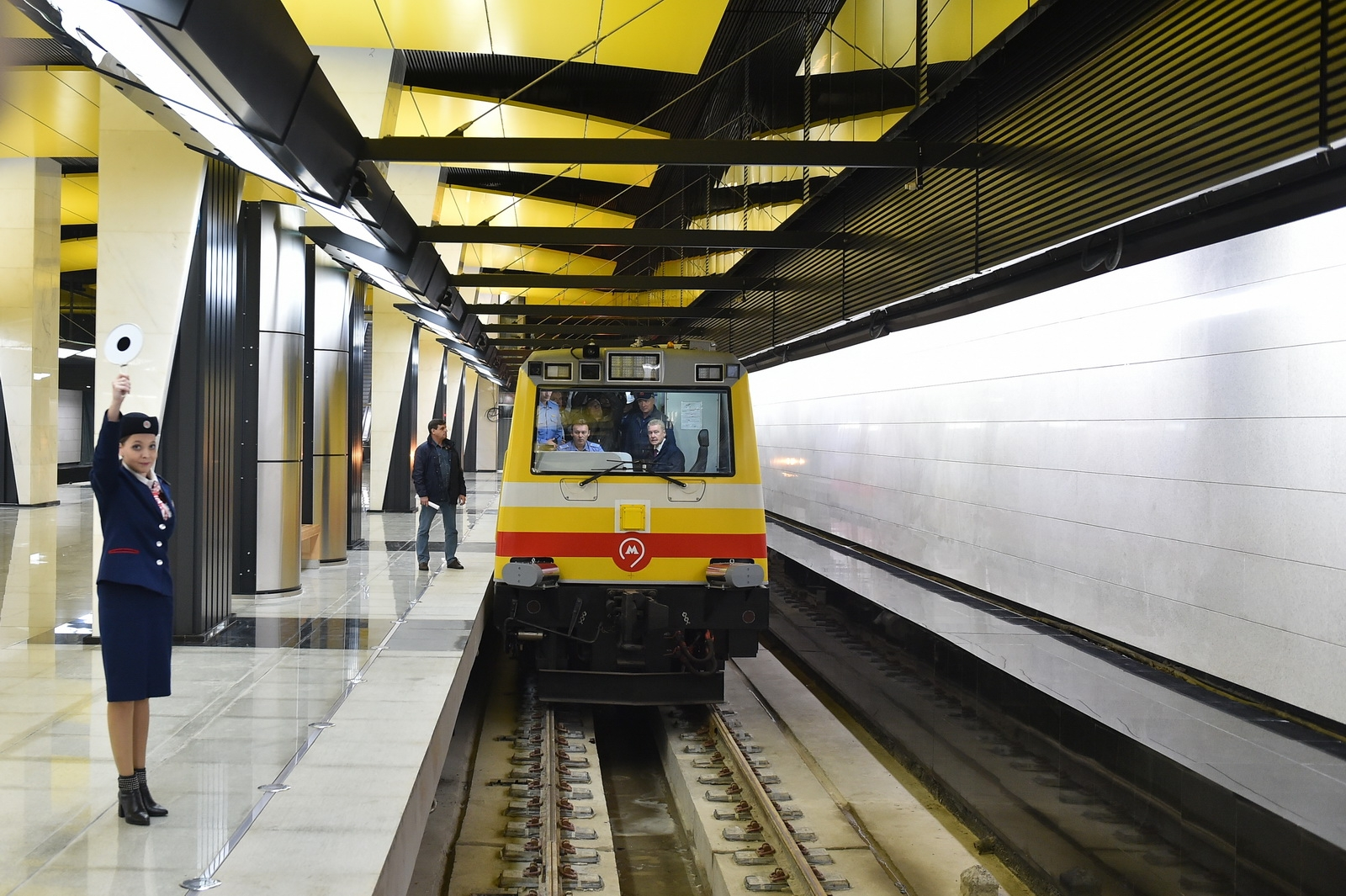
Платформа и путь

## Расположение и вестибюли
Станция расположена в Пресненском районе, вдоль линии Малого кольца Московской железной дороги к северу от Шмитовского проезда. Выход осуществляется через два подземных вестибюля на Шмитовский проезд и Шелепихинское шоссе.
Оба вестибюля оборудованы лифтами, ведущими как из вестибюлей на платформу, так и из вестибюлей на поверхность.

На базе станции организован транспортно-пересадочный узел, в состав которого также входит одноимённая станция МЦК, на которую имеется подземный крытый внеуличный переход. Прямая бестурникетная пересадка между станциями отсутствует, однако при использовании во время пересадки между метро и МЦК в течение 90 минут того же билета, что был использован для входа в другую систему, ещё одна поездка с билета не списывается. Также имеется пересадка на автобусы.

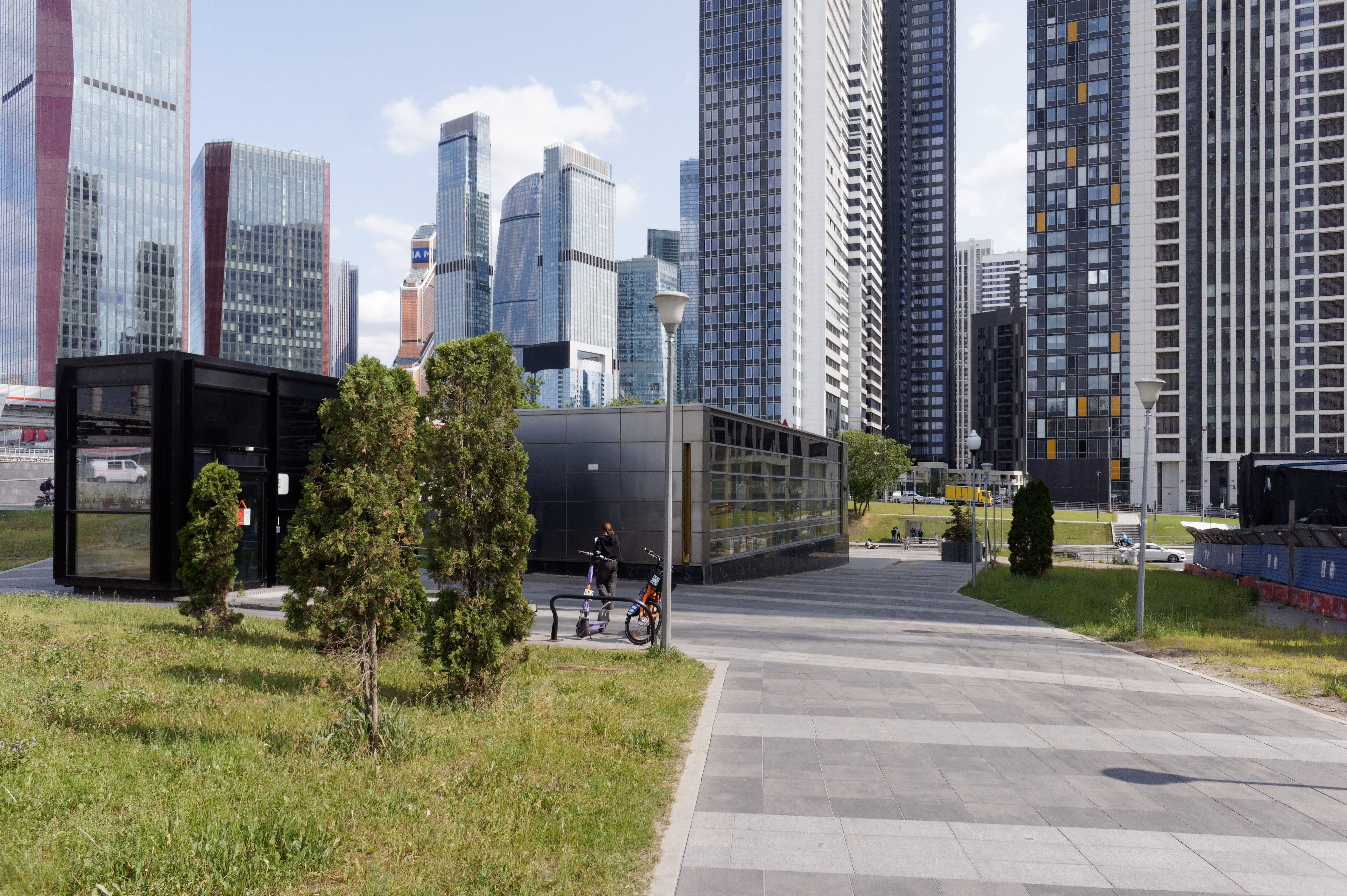
Входной вестибюль станции метро и платформы МЦК
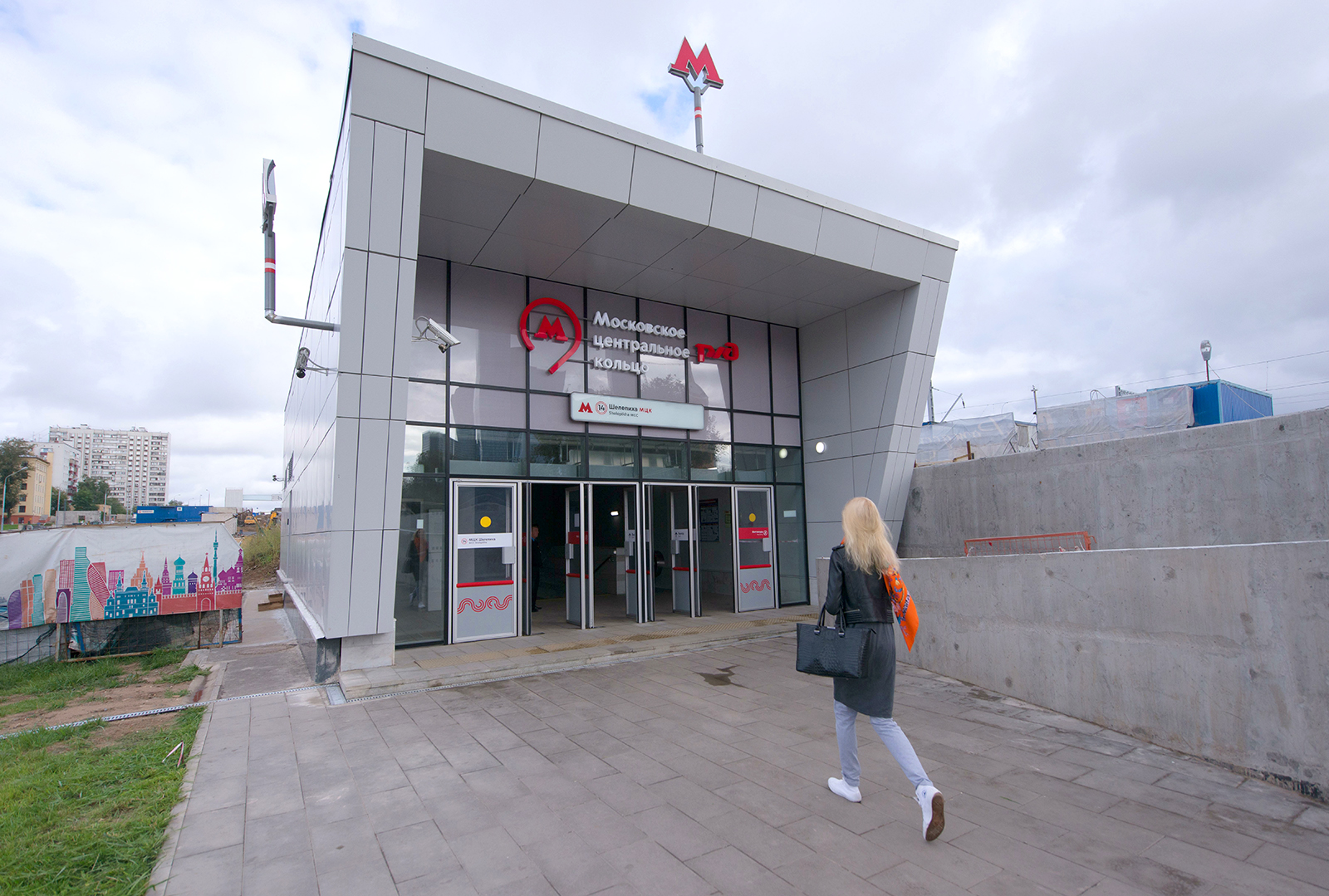
Входной вестибюль станции метро и платформы МЦК
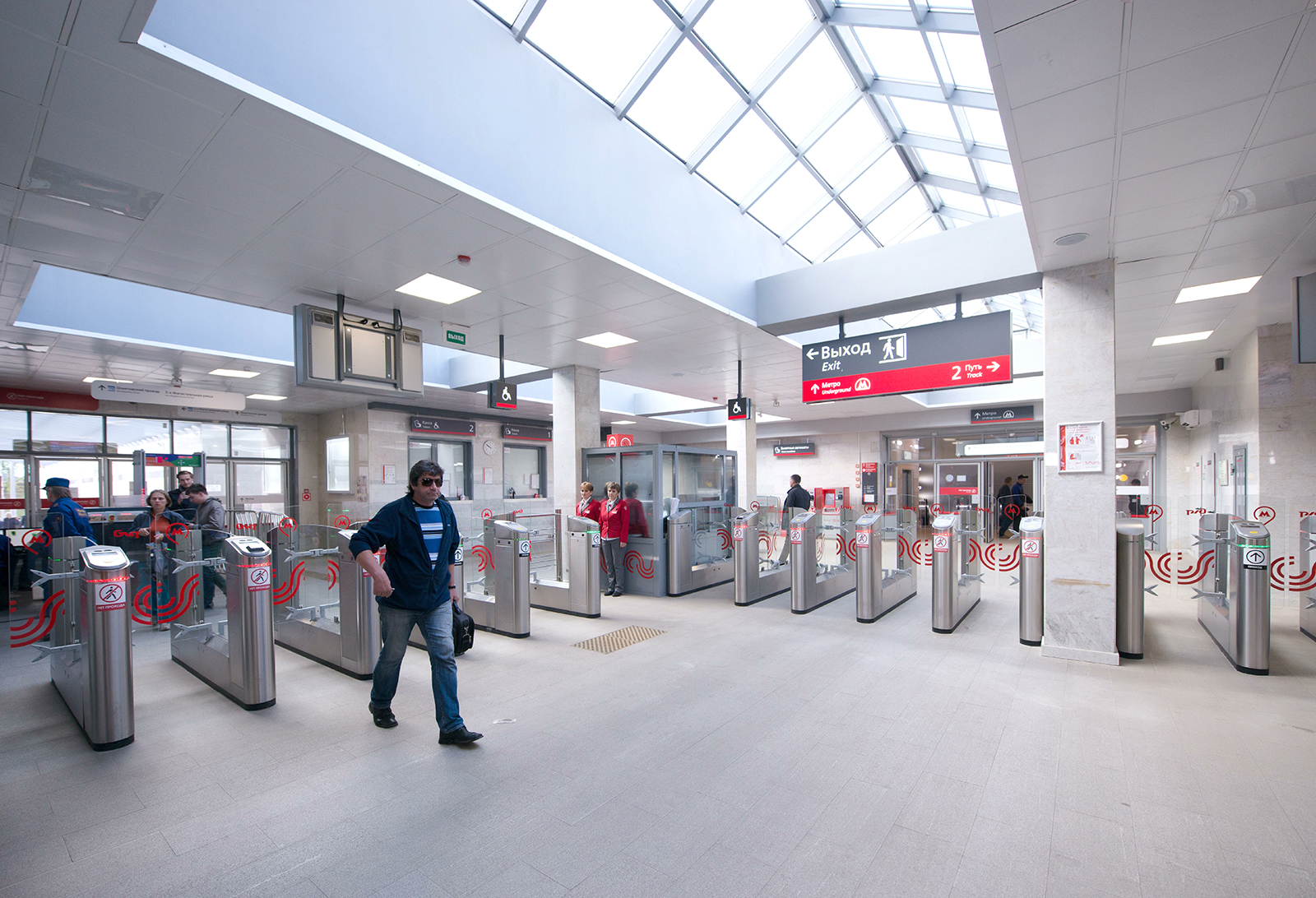
Турникетный вестибюль платформы МЦК. Слева — выход в город, справа — переход на станцию метро

## Путевое развитие
На станции два главных пути. За станцией расположена камера съездов, где отходят тоннели в сторону станции «Парк Победы» Арбатско-Покровской и Солнцевской линий и в сторону станции «Деловой центр» Большой кольцевой линии. В 1,5 км к северу от станции оставлены заделы под камеры съездов в сторону станции «Звенигородская», которые сооружаются для передачи участка с 22 июня 2024 года «Деловой центр» — «Шелепиха» Рублёво-Архангельской линии. После открытия последней перегон «Шелепиха» — «Хорошёвская» станет служебной соединительной ветвью.
Двухпутной служебной соединительной ветви изначально в планах не было, а была только западная ветвь для передачи составов. Проект двухпутной ветки для организации пассажирского движения появился уже во время строительства.

## Наземный общественный транспорт
На этой станции можно пересесть на следующие маршруты городского пассажирского транспорта:
- Автобусы: м34, 27, 69, 155, 294, 315, с344, 366, с369

## Перспективы
Участок, включающий в себя станции «Шелепиха» и «Деловой центр», планируется передать в состав строящейся Рублёво-Архангельской линии, в связи с чем с 22 июня 2024 года он временно закрыт. До этого времени поезда от «Делового центра» в сторону «Шелепихи» ходили только до «Савёловской».